# Trækstien

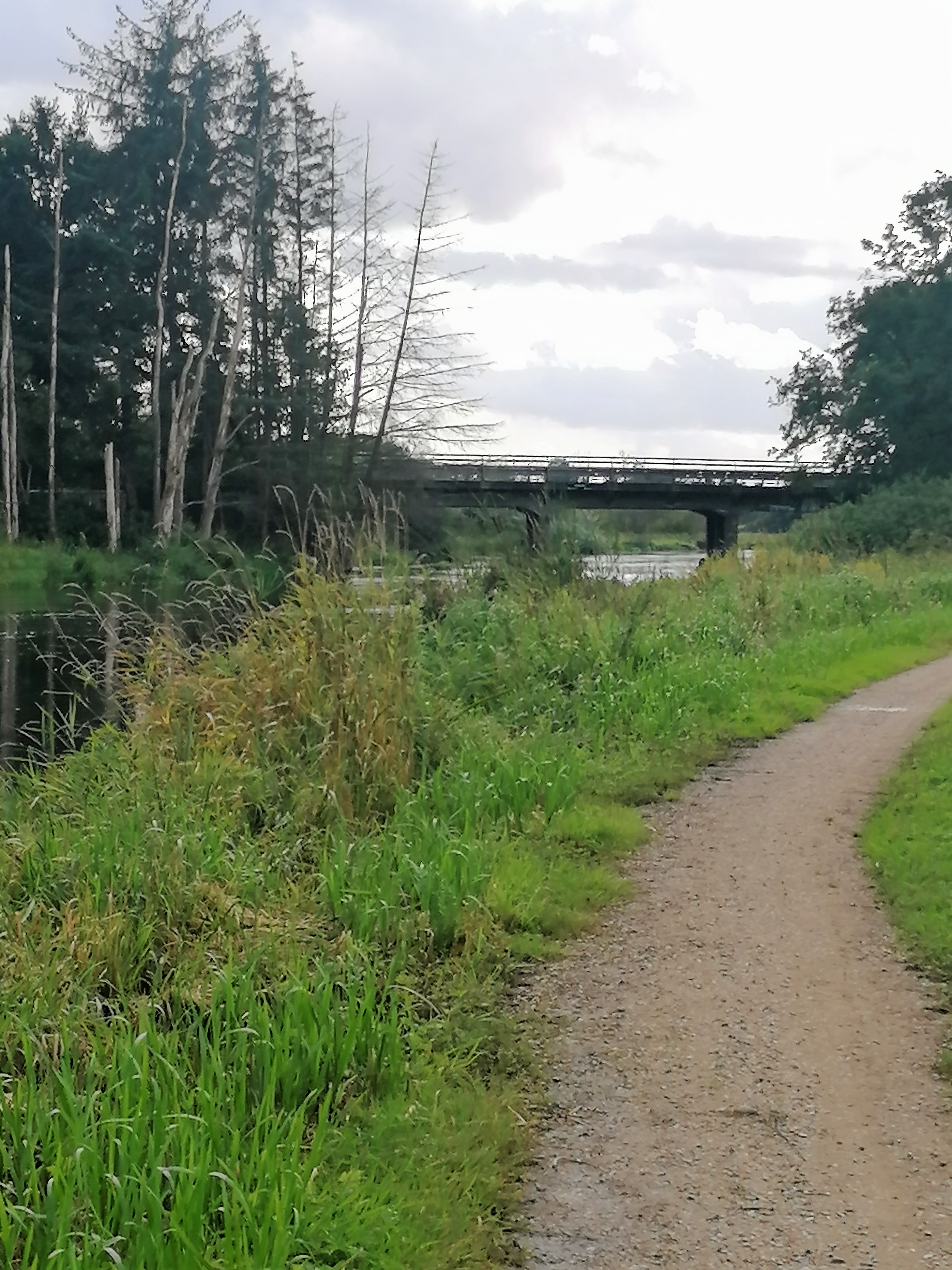

De Trækstien (Jaagpad) is een gemarkeerd langeafstandswandelpad in Denemarken. De 75 kilometer lange route loopt van Randers tot Silkeborg. Het pad was vanaf begin 1800 het jaagpad voor paarden om lastboten voort te trekken. Vanaf 1936 werd het een wandelpad. 